# Declarația drepturilor omului și ale cetățeanului din 1793

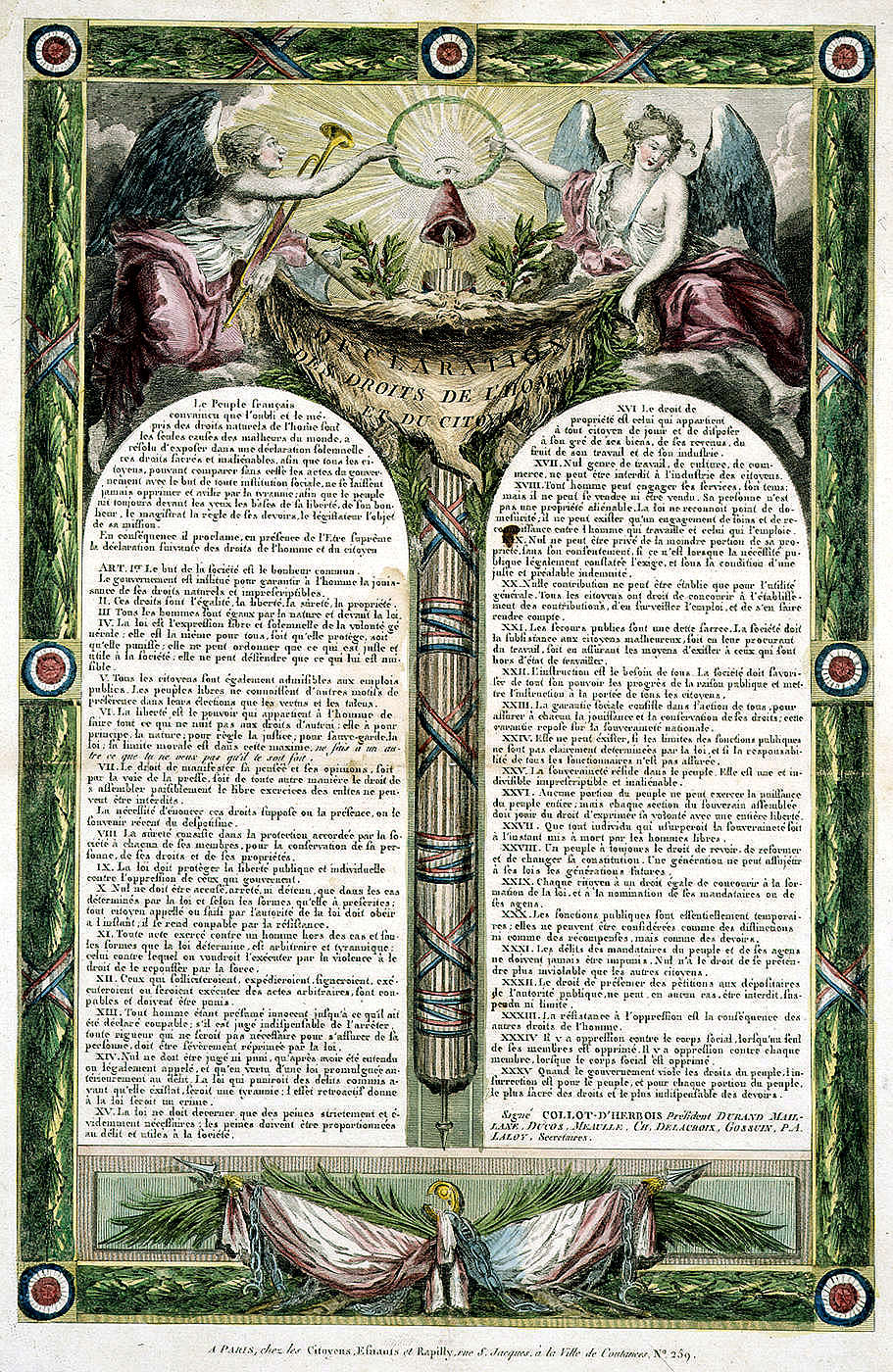
Declarația drepturilor omului și ale cetățeanului din 1793, gravură, acuarelă, cerneală color, artist necunoscut, 10 august 1793

Declarația drepturilor omului și ale cetățeanului din 1793 (Titlul în franceză: Déclaration des droits de l'homme et du citoyen    de 1793) este o secțiune a Constituției Primei Republici Franceze, proclamate la 24 iunie 1793 (în Calendarul republican, 6 messidor an I), aprobate prin referendum, și suspendate în același an, apoi abrogate în 1795, iar astăzi lipsită de orice valoare juridică.
Redactată în primele luni ale anului 1793 de o comisie care îi includea pe Saint-Just și pe Hérault de Séchelles, se deosebește de Declarația din 26 august 1789 printr-o orientare mult mai egalitaristă. Astfel, la drepturile primei generații de inspirație liberală recunoscute în 1789 și la principiul egalității în fața legii, se adaugă o primă schiță a drepturilor celei de-a doua generații, în special drepturile la asistență publică și la educație. Iacobină, ea consacră de multe ori suveranitatea națională și suveranitatea poporului, care trebuie să întemeieze noul regim.
Textul este cunoscut și pentru că consacră principiile revoluționare în scris. Ultimul său articol, în special, afirmă că „atunci când guvernul încalcă drepturile poporului, insurecția este, pentru popor și pentru fiecare parte a poporului, cel mai sacru dintre drepturi și cea mai indispensabilă dintre îndatoriri”. Reafirmă și clarifică datoria de rezistență la opresiune și reprimă infracțiunile aleșilor și funcționarilor publici, limitează mandatul acestora în timp. Ea stabilește un principiu al supremației politice asupra legalului, afirmând mutabilitatea constituției de către voința populară și afirmând că „o generație nu poate supune generațiile viitoare legilor sale”.
Declarația este ca și restul Constituției anului I, aprobată printr-un referendum în vara anului 1793, primul ținut în Franța, ale cărei rezultate au fost proclamate solemn la 4 august 1793. Această dată de promulgare este considerată a fi data intrării în vigoare a întregului text constituțional, pentru evaluarea consecințelor juridice ale acestuia.